# Vladimiro-Aleksandrovskoïe
Vladimiro-Aleksandrovskoïe (en russe : Влади́миро-Алекса́ндровское), communément appelée Boudionovka (en russe : Будёновка), est un village et centre administratif du raïon de Partizansk dans le kraï du Primorié, en Extrême-Orient russe. Sa population s'élevait à 6 409 habitants au recensement de 2021.
Elle est connue sous son nom moderne depuis 1888 à la suite de la fusion de deux localités, Alexandrovka et Vladimirovka, fondées en 1864-1865. Au début du XXe siècle, c'était le centre administratif du vaste ouïezd d'Olga de l'oblast de Primorié ; est devenu par la suite le centre du raïon de Partizansk, qui de 1935 à 1957 s'appelait le district de Boudionovka, d'où le nom populaire Boudionovka. Les bâtiments historiques n'ont pratiquement pas été conservés.

## Géographie
Le village de Vladimiro-Aleksandrovskoïe se trouve dans le kraï du Primorié, kraï du sud de l'Extrême-Orient en Russie asiatique. Faisant partie du district fédéral extrême-oriental, il se trouve à 100 km à l'est Vladivostok, la capitale du district et du kraï. Il fait partie du raïon de Partizansk, dans le sud-est du kraï, et il en est le chef-lieu.
Concernant la géographie, Vladimiro-Aleksandrovskoïe se trouve au Primorié, une région géographique allant de la rive sud de l'Amour au golfe de Pierre-le-Grand (région faisant partie par ailleurs partie de la Mandchourie-Extérieure, russe depuis 1860). Vladimiro-Aleksandrovskoïe, comme toute le kraï, est situé dans le fuseau horaire MSK+7 (heure de Vladivostok). Le décalage horaire appliqué par rapport au temps universel coordonné est +10:00. Il se trouve sur la rive gauche du fleuve Partizanskaïa / Soutchan.

## Histoire
Le village a été fondé en 1864.